# توماس أو. رايس
توماس أو. رايس (بالإنجليزية: Thomas O. Rice)‏ هو محامي وقاضي أمريكي، ولد في 9 ديسمبر 1960 في سبوكين في الولايات المتحدة.